# مركز ملقا للتجارة الدولية
مركز ملقا للتجارة الدولية هو مركز مؤتمرات يقع في مدينة آير كيروه، في ولاية ملقا الماليزية. تم إطلاقه رسميًا في يونيو 2003 من قبل محمد علي بن رستم، رئيس وزراء ملقا السابق.

## مرافقه
- قاعة المعارض بمساحة 13.090متر مربع.[1]
- قاعة الحفلات الكبرى.
- قاعة المؤتمرات.
- غرفة مجلس الإدارة.
- غرفة كبار الشخصيات.
- سوراو (مصلى للمسلمين).
- قاعة الطعام.
- مكاتب العديد من الهيئات القانونية الحكومية.

## الأحداث البارزة
- كأس العالم للبولينج 2009: 13–20 نوفمبر 2009.[2]
- بطولة العالم للبنكاك سيلات 2022: 26-31 يوليو 2022 .[3]
- بطولة آسيا للكاراتيه 2023: 21-23 يوليو 2023.

## مرافق تحت الإنشاء
- البرج الفيدرالي.
- قبة ملقا السماوية.
- مركز ملقا الدولي للبولينج (MIBC) - مركز بولينج دولي يتكون من 52 ملعب.[4]
- فندق إم آي تي سي.
- هايبر ماركت مايدين.